# Echinicerya anomala
Echinicerya anomala är en insektsart som beskrevs av Morrison 1930. Echinicerya anomala ingår i släktet Echinicerya och familjen pärlsköldlöss. Inga underarter finns listade i Catalogue of Life.